# Empis armipes
Empis armipes är en tvåvingeart som beskrevs av Friedrich Hermann Loew 1861. Empis armipes ingår i släktet Empis och familjen dansflugor.
Artens utbredningsområde är New York. Inga underarter finns listade i Catalogue of Life.